# Ch-intercultur

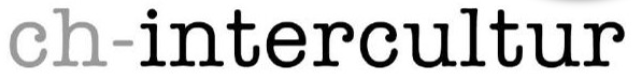
Logo von ch-intercultur

ch-intercultur (CIC), bis 2018 Schweizer Feuilleton-Dienst (SFD), ist ein Verein für Kulturkritik. Seit November 2024 ist er Herausgeber des Kulturmediums cültür, eines Pilotbetriebs, der wöchentlich einen Newsletter per E-Mail verbreitet und dessen Beiträge im Internet dauerhaft zugänglich macht. Cültür wird in Partnerschaft mit der Stiftung We Publish produziert.

## Programm
Hauptaufgabe von cültür ist die Verbreitung von Information und Kritik über Kulturschaffen und Kulturleben im Kulturraum Schweiz, in allen Kultursparten, über die Grenzen der politischen und sprachlichen Regionen hinweg, generationenverbindend, bewusst auch eine junge Leserschaft ansprechend. Vor allem im Editorial reflektiert cültür aber auch gesellschaftliche und politische, insbesondere kulturpolitische Entwicklungen.

## Organisation
CIC ist ein Verein nach Art. 60 ff. ZGB. Präsident des Vorstands ist der Jurist, Politiker und Publizist Ulrich E. Gut.

## Finanzierung
ch-intercultur finanziert seine Tätigkeit durch Mitglieder- und Gönnerbeiträge sowie durch Beiträge einiger Kantone. Der Pilotbetrieb cültür wird vorläufig weitgehend durch Spenden von Nutzerinnen und Nutzern sowie durch Stiftungsbeiträge finanziert.

## Geschichte

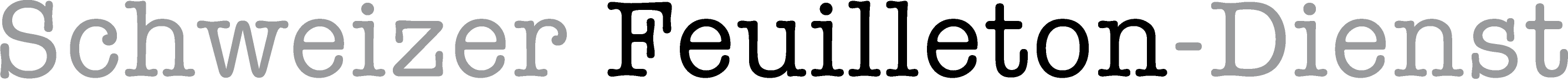
Logo des früheren Schweizer Feuilleton-Dienstes

Gegründet wurde CIC als Verein Schweizer Feuilleton-Dienst (SFD) 1939 von Hans Rudolf Schmid, einem der Leitfiguren der Geistigen Landesverteidigung, mit dem Ziel, Zeitungen und Zeitschriften mit wertvollen Texten schweizerischer Autoren zu beliefern.
Seit 1993 kooperierte der SFD mit der Nachrichtenagentur sda. Damit erreichten seine Texte die Kunden der sda – Zeitungen, Zeitschriften, Radio und Fernsehen – online über deren Verteilnetz. Geschäftsführer und Redaktor des Schweizer Feuilleton-Dienstes war von 1993 bis 2020 der Journalist Karl Wüst. Er war Mitglied der Kulturredaktion der Schweizerischen Depeschenagentur (sda).
2018 benannte sich der Schweizer Feuilleton-Dienst, um der Mehrsprachigkeit in der Schweiz gerecht zu werden, in ch-intercultur um. Im April 2020 ging die bisherige Zusammenarbeit zwischen ch-intercultur und Keystone-SDA/ATS zu Ende. In der Folge lancierte CIC ein Projekt «Kultur Online», um «im Wandel der Kommunikationsgewohnheiten und der Medienlandschaft neue Räume und Wege der Resonanz zu finden, zu erschliessen und auszubauen». Daraus resultierte der Pilotbetrieb cültür.

## Publikationen
- Grüezi, Salaam, Ciao – Reportagen aus der vielsprachigen Schweiz. Orell-Füssli, Zürich 2006, ISBN 3-280-06076-1.
- Mutter, wo übernachtet die Sprache? – 14 Porträts mehrsprachiger Autorinnen und Autoren in der Schweiz. Limmat, Zürich 2010.
- Wenn es um die Wurst geht, kämpfe ich – 16 Porträts neuer Schweizerinnen und Schweizer. Limmat, Zürich 2011, ISBN 978-3-85791-650-2.
- Wer nicht gern Traktor fährt, muss nicht Bauer werden – Porträts von Stiftinnen und Stiften aus der Schweiz. Limmat, Zürich 2012, ISBN 978-3-85791-691-5.
- Talentschmiede Schweiz – 15 Porträts junger Kulturschaffender. Limmat, Zürich 2013, ISBN 978-3-85791-728-8.
- Ins Landesinnere und darüber hinaus – Perspektiven des Schweizer Dokumentarfilms – 14 Porträts. Limmat, Zürich 2014, ISBN 978-3-85791-747-9.
- Da, wo etwas los ist – 15 Kulturorte in der Schweiz. Limmat, Zürich 2016, ISBN 978-3-85791-792-9.